# 原子力艦再利用プログラム
原子力艦再利用プログラム (Ship/Submarine Recycling Program, SRP) は、原子力船を処分するためにアメリカ海軍が使用するプロセスである。同プログラムはワシントン州ブレマートンのピュージェット・サウンド海軍造船所でのみ実施される。しかし、同プログラムの準備は他の場所で行われる場合がある。

## プログラム

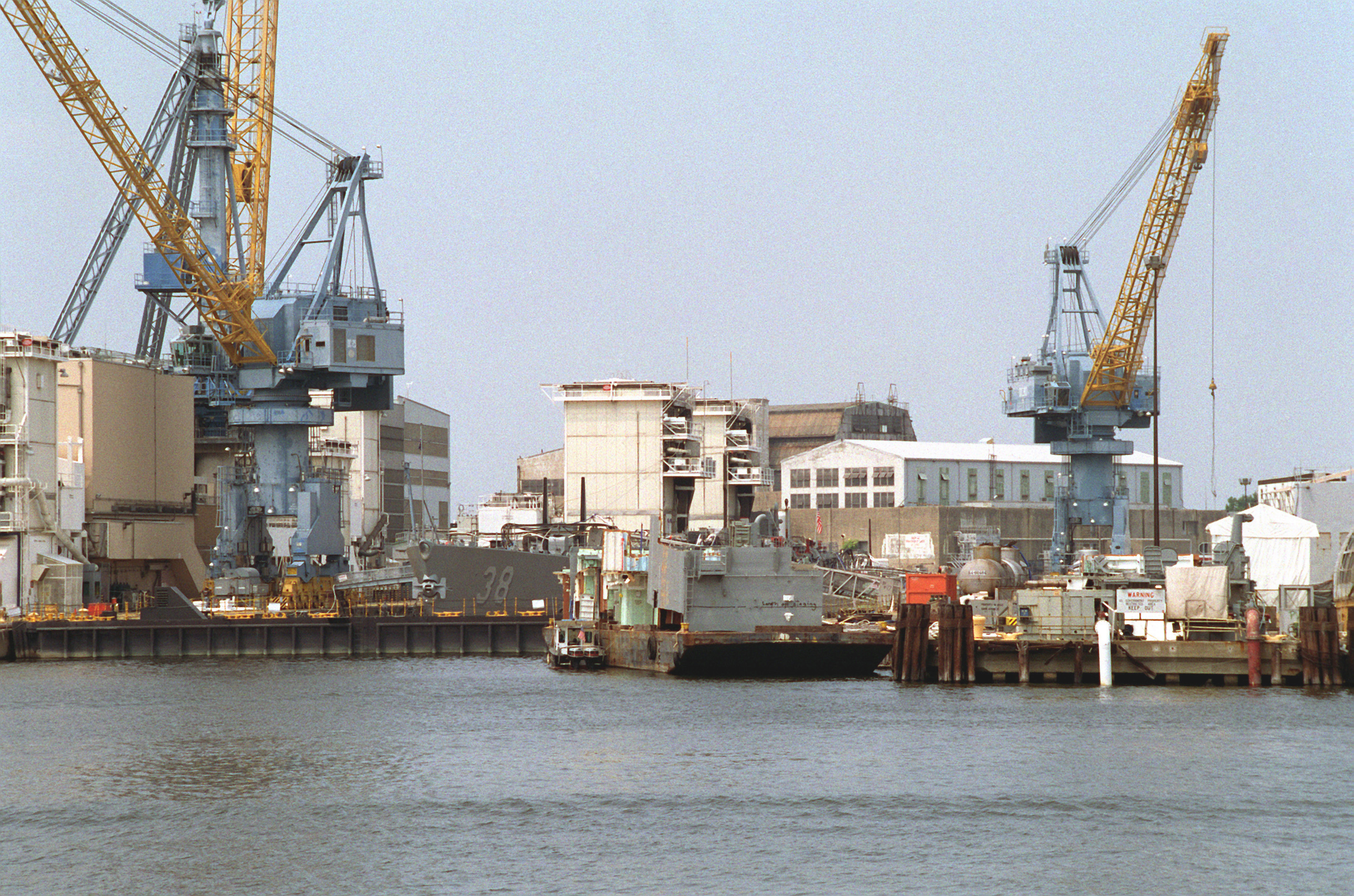
SRPプログラム開始前の核燃料除去のため、上部構造物を撤去され除去設備が装着されたCGN-38 バージニア

SRPプログラムの開始に先立って、艦から核燃料を取り出す必要がある。これは通常退役と同時に行われる。退役前は「合衆国の船」(United States Ship) を意味する「USS」が艦名に付いているが、退役後は「USS」が外され「ex-Name」(元xxxx)と呼ばれる。潜水艦の燃料棒抜き取りは西海岸の5つの施設で行われ、燃料抜き取り後の船体はピュージェット・サウンド海軍造船所へ曳航される。再使用可能な設備は燃料と同時に取り外される。
使用済み核燃料はアイダホ州アイダホ・フォールズの67km北西に位置するアイダホ国立研究所 (Idaho National Engineering and Environmental Laboratory, INEEL) 内の海軍原子炉施設 (Naval Reactor Facility, NRF) に鉄道輸送され格納される。核燃料の再処理は行われない。
SRPプログラム専従となったピュージェット・サウンド海軍造船所でプログラムが開始される。潜水艦は船体を前部、原子炉コンパートメント、もしあればミサイルコンパートメント、そして後部の3つか4つの部分に切断される。ミサイルコンパートメントはSTART Iに従って分解される。原子炉コンパートメントは両端を密閉され、はしけおよび重量貨物車によってワシントン州にあるエネルギー省のハンフォード・サイトへ運ばれ埋め立て処理される。埋設のために掘られた溝は、原子炉保管区画の最も重要な密封エリアから少なくとも600年間は針の先ほども漏らさず、数千年間は漏洩が起きないと評価されている。
1991年まで、潜水艦の前部と後部は再接合して浮体保管所に係留されていた。処分方法としては、標的として海没させることを含めて複数考慮されていたが、いずれも経済的に問題があった。特に、環境保護局 (EPA) と沿岸警備隊 (US Coast Guard) からはポリ塩化ビフェニル (PCB) を初めとする様々な環境汚染物質を船体から除去するよう要請された。この要請に対応しつつ処分コストを削減するため、残りのセクションを再利用し、再使用できる部材は再生産に回されることになった。再利用の過程で危険あるいは有毒な廃棄物はすべて特定されて除去され、再使用可能な設備は撤去して在庫に入れられる。また、金属スクラップおよび他の材料は民間会社に売却されるかあるいは再使用される。全ての過程で利益をあげられる訳ではないものの、ある程度のコストが削減できる。このSRPプログラムによる潜水艦の処理には、1隻当たり2,500万-5,000万USドルを要する。
2005年の終わりまでに195隻の原子力潜水艦が建造あるいは発注された（NR-1深海潜行艇およびバージニアを含む）。最後のスタージョン級原子力潜水艦、L・メンデル・リヴァーズ (USS L. Mendel Rivers, SSN-686) は2001年に退役し、スタージョン級の高度改修型であるパーチェ (USS Parche, SSN-683) は2004年に退役した。「自由のための41隻」の最後の1隻であるカメハメハ (USS Kamehameha, SSBN-642) は2002年に退役した。ロサンゼルス級原子力潜水艦の退役は1995年に始まり、大きく損傷したバトンルージュ (USS Baton Rouge, SSN-689) が最初に退役する艦となった。さらに、数隻が建造された原子力巡洋艦もプログラムに加えられた。それらの処理は進行中である。
アメリカ海軍が保有する原子力空母のうち、世界初の原子力空母「CVN-65 エンタープライズ」は2012年12月1日付で退役し、本プログラムに回された。

## 原子力巡洋艦
| 艦名                                | 船体番号    | 開始年月日    | 完了年月日     |
| ----------------------------------- | ----------- | ------------- | -------------- |
| ロングビーチ(ex-Long Beach)         | CGN-9       | 2002年9月25日 | 2012年7月12日  |
| ベインブリッジ(ex-Bainbridge)       | CGN/DLGN-25 | 1997年10月1日 | 1999年10月30日 |
| トラクスタン(ex-Truxtun)            | CGN/DLGN-35 | 1997年10月1日 | 1999年4月28日  |
| カリフォルニア(ex-California)       | CGN/DLGN-36 | 1998年10月1日 | 2000年5月12日  |
| サウスカロライナ(ex-South Carolina) | CGN/DLGN-37 | 2007年10月1日 | 2000年３月28日 |
| ヴァージニア(ex-Virginia)           | CGN-38      | 1999年10月1日 | 2002年9月25日  |
| テキサス(ex-Texas)                  | CGN-39      | 1999年10月1日 | 2001年10月30日 |
| ミシシッピ(ex-Mississippi)          | CGN-40      | 2004年10月1日 | 2007年11月30日 |
| アーカンソー(ex-Arkansas)           | CGN-41      | 不明          | 1999年11月1日  |

## 攻撃型原子力潜水艦
※ジョージ・ワシントン級原子力潜水艦のいくつかは弾道ミサイル原子力潜水艦であったが、退役前に攻撃型原子力潜水艦に艦種変更されたため以下にリストする。
| 艦名 （船体番号）                   | 開始年月日      | 完了年月日                                             |
| ----------------------------------- | --------------- | ------------------------------------------------------ |
| ex-Seawolf (SSN-575)                | 1996年10月1日   | 1997年9月30日                                          |
| ex-Skate (SSN-578)                  | 1994年4月14日   | 1995年3月6日                                           |
| ex-Swordfish (SSN-579)              | 不明            | 1995年9月11日                                          |
| ex-Sargo (SSN-583)                  | 1994年4月14日   | 1995年4月5日                                           |
| ex-Seadragon (SSN-584)              | 1994年10月1日   | 1995年9月18日                                          |
| ex-Skipjack (SSN-585)               | 1996年3月17日   | 1998年9月1日                                           |
| ex-Triton (SSN-586)                 | 2007年10月1日   | 未着手                                                 |
| ex-Halibut (SSN-587)                | 1993年7月12日   | 1994年9月9日                                           |
| ex-Scamp (SSN-588)                  | 1990年          | 1994年9月9日                                           |
| ex-Sculpin (SSN-590)                | 2000年10月1日   | 2001年10月30日                                         |
| ex-Shark (SSN-591)                  | 1995年10月1日   | 1996年6月28日                                          |
| ex-Snook (SSN-592)                  | 1996年10月1日   | 1997年6月30日                                          |
| ex-Permit (SSN-594)                 | 1991年9月30日   | 1993年5月20日                                          |
| ex-Plunger (SSN-595)                | 1995年1月5日    | 1996年3月8日                                           |
| ex-Barb (SSN-596)                   | 不明            | 1996年3月14日                                          |
| ex-Tullibee (SSN-597)               | 1995年1月5日    | 1996年4月1日                                           |
| ex-George Washington (SSBN/SSN-598) | 不明            | 1998年9月30日                                          |
| ex-Patrick Henry (SSBN/SSN-599)     | 1996年10月1日   | 1997年8月31日                                          |
| ex-Robert E. Lee (SSBN/SSN-601)     | 不明            | 1991年9月30日                                          |
| ex-Pollack (SSN-603)                | 1993年2月9日    | 1995年2月17日                                          |
| ex-Haddo (SSN-604)                  | 不明            | 1992年6月30日                                          |
| ex-Jack (SSN-605)                   | 不明            | 1992年6月30日                                          |
| ex-Tinosa (SSN-606)                 | 1991年7月15日   | 1992年6月26日                                          |
| ex-Dace (SSN-607)                   | 不明            | 1997年1月1日                                           |
| ex-Ethan Allen (SSBN/SSN-608)       | 不明            | 1999年7月30日                                          |
| ex-Sam Houston (SSBN/SSN-609)       | 1991年3月1日    | 1992年2月3日                                           |
| ex-Thomas A. Edison (SSBN/SSN-610)  | 1996年10月1日   | 1997年12月1日                                          |
| ex-John Marshall (SSBN/SSN-611)     | 1992年7月22日   | 1993年3月29日                                          |
| ex-Guardfish (SSN-612)              | 不明            | 1992年7月9日                                           |
| ex-Flasher (SSN-613)                | 不明            | 1994年5月11日                                          |
| ex-Greenling (SSN-614)              | 不明            | 1994年9月30日                                          |
| ex-Gato (SSN-615)                   | 不明            | 1996年11月1日                                          |
| ex-Haddock (SSN-621)                | 2000年10月1日   | 2001年10月1日                                          |
| ex-Sturgeon (SSN-637)               | 不明            | 1995年12月11日 †                                       |
| ex-Whale (SSN-638)                  | 1995年10月20日  | 1996年7月1日                                           |
| ex-Tautog (SSN-639)                 | 2003年3月15日   | 2004年9月30日                                          |
| ex-Kamehameha (SSBN/SSN-642)        | 2001年10月1日   | 2003年2月28日                                          |
| ex-James K. Polk (SSBN/SSN-645)     | 1999年2月16日   | 2000年7月15日                                          |
| ex-Grayling (SSN-646)               | 1997年7月18日   | 1998年3月31日                                          |
| ex-Pogy (SSN-647)                   | 1999年1月4日    | 2000年4月12日                                          |
| ex-Aspro (SSN-648)                  | 1999年10月1日   | 2000年11月3日                                          |
| ex-Sunfish (SSN-649)                | 不明            | 1997年10月31日                                         |
| ex-Pargo (SSN-650)                  | 1994年10月1日   | 1996年10月15日                                         |
| ex-Queenfish (SSN-651)              | 1992年5月1日    | 1993年4月7日                                           |
| ex-Puffer (SSN-652)                 | 1995年10月20日  | 1996年7月12日                                          |
| ex-Ray (SSN-653)                    | 2002年3月15日   | 2003年7月30日                                          |
| ex-Sand Lance (SSN-660)             | 1998年4月1日    | 1999年8月30日                                          |
| ex-Lapon (SSN-661)                  | 2003年3月15日   | 2004年11月30日                                         |
| ex-Gurnard (SSN-662)                | 不明            | 1996年10月15日                                         |
| ex-Hammerhead (SSN-663)             | 不明            | 1995年11月22日                                         |
| ex-Sea Devil (SSN-664)              | 1998年3月1日    | 1999年9月7日                                           |
| ex-Guitarro (SSN-665)               | 不明            | 1994年10月18日                                         |
| ex-Hawkbill (SSN-666)               | 1999年10月1日   | 2000年12月1日 †                                        |
| ex-Bergall (SSN-667)                | 不明            | 1997年9月29日                                          |
| ex-Spadefish (SSN-668)              | 1996年10月1日   | 1997年10月24日                                         |
| ex-Seahorse (SSN-669)               | 1995年3月1日    | 1996年9月30日                                          |
| ex-Finback (SSN-670)                | 不明            | 1997年10月30日                                         |
| ex-Narwhal (SSN-671)                | 2015年6月1日    | （博物館として公開 する計画であったが 取り消された。） |
| ex-Pintado (SSN-672)                | 1997年10月1日   | 1998年10月27日                                         |
| ex-Flying Fish (SSN-673)            | 不明            | 1996年10月15日                                         |
| ex-Trepang (SSN-674)                | 1999年1月4日    | 2000年4月7日                                           |
| ex-Bluefish (SSN-675)               | 2002年3月15日   | 2003年11月1日                                          |
| ex-Billfish (SSN-676)               | 不明            | 2000年4月26日                                          |
| ex-Drum (SSN-677)                   | 2008年12月1日   | 未着手                                                 |
| ex-Archerfish (SSN-678)             | 不明            | 1998年11月6日                                          |
| ex-Silversides (SSN-679)            | 2000年10月1日   | 2001年10月1日                                          |
| ex-William H. Bates (SSN-680)       | 2002年10月1日   | 2002年10月30日                                         |
| ex-Batfish (SSN-681)                | 不明            | 2002年11月22日                                         |
| ex-Tunny (SSN-682)                  | 1997年10月1日   | 1998年10月27日                                         |
| ex-Parche (SSN-683)                 | 2004年9月30日 ‡ | 2006年11月30日                                         |
| ex-Cavalla (SSN-684)                | 1999年10月1日   | 2000年11月16日                                         |
| ex-Glenard P. Lipscomb (SSN-685)    | 不明            | 1997年12月1日                                          |
| ex-L. Mendel Rivers (SSN-686)       | 2000年11月29日  | 2002年7月19日                                          |
| ex-Richard B. Russell (SSN-687)     | 2001年10月1日   | 2002年9月19日                                          |
| ex-Los Angeles (SSN-688)            | 2018年6月1日    | 未着手                                                 |
| ex-Baton Rouge (SSN-689)            | 1995年1月13日   | 1997年9月30日                                          |
| ex-Philadelphia (SSN-690)           | 2019年9月1日    | 未着手                                                 |
| ex-Memphis (SSN-691)                | 2010年12月14日  | 未着手                                                 |
| ex-Omaha (SSN-692)                  | 2009年10月1日   | 未着手                                                 |
| ex-Cincinnati (SSN-693)             | 2009年10月1日   | 未着手                                                 |
| ex-Groton (SSN-694)                 | 2012年6月1日    | 未着手                                                 |
| ex-Birmingham (SSN-695)             | 2012年6月1日    | 未着手                                                 |
| ex-New York City (SSN-696)          | 2011年6月1日    | 未着手                                                 |
| ex-Indianapolis (SSN-697)           | 2013年10月1日   | 未着手                                                 |
| ex-Bremerton (SSN-698)              | 2014年2月13日   | 未着手                                                 |
| ex-Jacksonville (SSN-699)           | 2014年3月31日   | 未着手                                                 |
| ex-Dallas (SSN-700)                 | 2014年6月26日   | 未着手                                                 |
| ex-La Jolla (SSN-701)               | 2014年9月30日   | 未着手                                                 |
| ex-Phoenix (SSN-702)                | 2013年6月1日    | 未着手                                                 |
| ex-Boston (SSN-703)                 | 2001年10月1日   | 2002年9月19日 †                                        |
| ex-Baltimore (SSN-704)              | 2013年6月1日    | 未着手                                                 |
| ex-City of Corpus Christi (SSN-705) | 2015年11月24日  | 未着手                                                 |
| ex-Albuquerque (SSN-706)            | 2016年4月14日   | 未着手                                                 |
| ex-Portsmouth (SSN-707)             | 2015年6月1日    | 未着手                                                 |
| ex-Minneapolis-St. Paul (SSN-708)   | 2018年6月1日    | 未着手                                                 |
| ex-Hyman G. Rickover (SSN-709)      | 2016年9月30日   | 未着手                                                 |
| ex-Augusta (SSN-710)                | 2019年9月1日    | 未着手                                                 |
| ex-San Francisco (SSN-711)          | 2017年11月1日   | 未着手                                                 |
| ex-Atlanta (SSN-712)                | 2013年10月1日   | 未着手                                                 |
| ex-Houston (SSN-713)                | 2015年9月21日   | 未着手                                                 |
| ex-Norfolk (SSN-714)                | 2016年5月7日    | 未着手                                                 |
| ex-Salt Lake City (SSN-716)         | 2015年9月30日   | 未着手                                                 |
| ex-Honolulu (SSN-718)               | 2006年11月1日   | 進行中                                                 |

- †：船体が記念艦として保存されている。詳細は個々の記事を参照
- ‡：パーチェの日付は2004年度会計予算で公式に示された物。実際は10月19日まで作業は開始されなかった。

## 弾道ミサイル原子力潜水艦
※ラファイエット級原子力潜水艦のいくつかは弾道ミサイル原子力潜水艦であったが、攻撃型原子力潜水艦に艦種変更、訓練用に係留され再利用プログラムの予定にない。
| 艦名 （船体番号）                         | 開始年月日    | 完了年月日     |
| ----------------------------------------- | ------------- | -------------- |
| 攻撃型原子力潜水艦を参照 - (SSBN/SSN-598) | n/a           | n/a            |
| 攻撃型原子力潜水艦を参照 - (SSBN/SSN-599) | n/a           | n/a            |
| ex-Theodore Roosevelt (SSBN-600)          | 不明          | 1995年3月24日  |
| 攻撃型原子力潜水艦を参照 - (SSBN/SSN-601) | n/a           | n/a            |
| ex-Abraham Lincoln (SSBN-602)             | 不明          | 1994年5月5日   |
| 攻撃型原子力潜水艦を参照 - (SSBN/SSN-608) | n/a           | n/a            |
| 攻撃型原子力潜水艦を参照 - (SSBN/SSN-609) | n/a           | n/a            |
| 攻撃型原子力潜水艦を参照 - (SSBN/SSN-610) | n/a           | n/a            |
| 攻撃型原子力潜水艦を参照 - (SSBN/SSN-611) | n/a           | n/a            |
| ex-Lafayette (SSBN-616)                   | 1991年3月1日  | 1992年2月25日  |
| ex-Alexander Hamilton (SSBN-617)          | 1993年2月23日 | 1994年2月28日  |
| ex-Thomas Jefferson (SSBN-618)            | 1996年10月1日 | 1998年3月6日   |
| ex-Andrew Jackson (SSBN-619)              | 不明          | 1999年8月30日  |
| ex-John Adams (SSBN-620)                  | 不明          | 1996年2月12日  |
| ex-James Monroe (SSBN-622)                | 不明          | 1995年1月10日  |
| ex-Nathan Hale (SSBN-623)                 | 1991年10月2日 | 1995年4月5日   |
| ex-Woodrow Wilson (SSBN-624)              | 1997年9月26日 | 1998年10月27日 |
| ex-Henry Clay (SSBN-625)                  | 不明          | 1997年9月30日  |
| ex-Daniel Webster (MTS-626)               | 訓練艦へ改修  | n/a            |
| ex-James Madison (SSBN-627)               | 不明          | 1997年10月24日 |
| ex-Tecumseh (SSBN-628)                    | 1993年2月15日 | 1994年4月1日   |
| ex-Daniel Boone (SSBN-629)                | 不明          | 1994年11月4日  |
| ex-John C. Calhoun (SSBN-630)             | 不明          | 1994年11月18日 |
| ex-Ulysses S. Grant (SSBN-631)            | 不明          | 1993年10月23日 |
| ex-Von Steuben (SSBN-632)                 | 2000年10月1日 | 2001年10月30日 |
| ex-Casimir Pulaski (SSBN-633)             | 不明          | 1994年10月21日 |
| ex-Stonewall Jackson (SSBN-634)           | 不明          | 1995年10月13日 |
| ex-Sam Rayburn (MTS-635)                  | 訓練艦へ改修  | n/a            |
| ex-Nathanael Greene (SSBN-636)            | 1998年9月1日  | 2000年10月20日 |
| ex-Benjamin Franklin (SSBN-640)           | 不明          | 1995年8月21日  |
| ex-Simon Bolivar (SSBN-641)               | 1994年10月1日 | 1995年12月1日  |
| ex-George Bancroft (SSBN-643)             | 不明          | 1998年3月30日  |
| ex-Lewis and Clark (SSBN-644)             | 1995年10月1日 | 1996年9月23日  |
| ex-George C. Marshall (SSBN-654)          | 不明          | 1994年2月28日  |
| ex-Henry L. Stimson (SSBN-655)            | 不明          | 1994年8月12日  |
| ex-George Washington Carver (SSBN-656)    | 不明          | 1994年3月21日  |
| ex-Francis Scott Key (SSBN-657)           | 不明          | 1995年9月1日   |
| ex-Mariano G. Vallejo (SSBN-658)          | 1994年10月1日 | 1995年12月22日 |
| ex-Will Rogers (SSBN-659)                 | 1993年4月12日 | 1994年8月12日  |

プログラムは進行中であり、このリストは不完全である。
サム・レイバーン (USS Sam Rayburn, SSBN-635) は訓練艦に改修され、繫留訓練艦 (Moored Training Ship) に艦種変更 (Sam Rayburn, MTS-635) された。サム・レイバーンの改修は1986年2月1日に始まり、1989年7月29日に訓練艦として最初の臨界を達成した。改修は推進主軸によって生成された力を吸収するメカニズムを含む特別な係留装置が取り付けられた。ダニエル・ウェブスターは1993年に2隻目の繫留訓練艦 (MTS-2/MTS-626) に変更された。繫留訓練艦はサウスカロライナ州グースクリークのチャールストン海軍兵器施設に係留される。サム・レイバーンは2014年まで繫留訓練艦として4年間隔で信頼性試験を受けながら活動予定である。